# 肝付兼護
肝付 兼護（きもつき かねもり）は、安土桃山時代の大名。肝付氏19代当主。

## 生涯
永禄4年（1561年）、大隅国の大名・肝付兼続の末子として誕生。
天正2年（1574年）に兄・兼亮は島津氏に臣従するが、伊東氏と友好関係を結んでいたため、亡父や長兄の正室、重臣達によって追放される。兼護は他家に養嗣子として出されていたが、後継者として呼び戻され、当主として擁立された。このような経緯もあり、兼護には実権が無く、所領は高山城のみ安堵されたが、天正8年（1580年）には所領を高山から薩摩国に移された。ここに大名としての肝付氏は事実上滅亡し、以後、肝付氏は島津氏の一家臣として遇されることとなった。
慶長5年（1600年）、関ヶ原の戦いにおいて島津義弘に付き従い、決死の関ヶ原敵中突破で討死した。兼護死後、家督は嫡男・兼幸が継いだ。